# Tour de Tailandia 2020
La 15.ª edición del Tour de Tailandia (oficialmente: The Princess Maha Chakri Sirindhorn's Cup Tour of Thailand) fue una carrera de ciclismo en ruta por etapas que se celebró entre el 6 y el 11 de octubre de 2020 con inicio en el King Rama II Memorial Park en el distrito de Amphawa y final en la represa Ratchaprapa Dam en el distrito de Ban Ta Khun en Tailandia. El recorrido constó de un total de 6 etapas sobre una distancia total de 1041,92 km.
La carrera hizo parte del circuito UCI Asia Tour 2020 dentro de la categoría 2.1 y fue ganada por el alemán Nikodemus Holler del Bike Aid. Completaron el podio, como segundo y tercer clasificado respectivamente, el tailandés Sarawut Sirironnachai del Thailand Continental y el francés Valentin Midey del Roojai.com.

## Equipos participantes
Tomaron la partida un total de 12 equipos, de los cuales 2 eran de categoría Continental, la selección nacional de Tailandia y 9 equipos aficionados, quienes conformaron un pelotón de 72 ciclistas de los cuales terminaron 57. Los equipos participantes fueron:
| Equipos continentales (2)- Bike Aid - Thailand Continental Cycling Team Equipo nacional- Tailandia Equipo ciclista aficionado- Grant Thornton-Bike Zone Equipos regionales y de clubes (8)- Roojai.com Cycling Team - Men in Black - En Kku - Fisherman's Friend Chiang Mai - All Star Thailand - Lenso Cycling Team - The Master Test Team - Woodland Cycling |
| |

## Etapas
| Etapa     | Fecha     | Recorrido                                    | type                   | Distancia (km) | Ganador               | Líder               |
| --------- | --------- | -------------------------------------------- | ---------------------- | -------------- | --------------------- | ------------------- |
| 1.ª etapa | 6 de oct  | King Rama II Memorial Park – Rajabhakti Park | etapa llana            | 130,6          | Thanawut Sanikwathi   | Thanawut Sanikwathi |
| 2.ª etapa | 7 de oct  | Rajabhakti Park – Prachuap Khiri Khan        | etapa llana            | 214,25         | Lucas Carstensen      | Lucas Carstensen    |
| 3.ª etapa | 8 de oct  | Prachuap Khiri Khan – Chumphon               | etapa llana            | 200,8          | Sarawut Sirironnachai | Nikodemus Holler    |
| 4.ª etapa | 9 de oct  | Chumphon – Ranong                            | etapa de media montaña | 137,37         | Sarawut Sirironnachai | Nikodemus Holler    |
| 5.ª etapa | 10 de oct | Ranong – Surat Thani                         | etapa de media montaña | 216,6          | Lucas Carstensen      | Nikodemus Holler    |
| 6.ª etapa | 11 de oct | Surat Thani – Ratchaprapha dam               | etapa escarpada        | 142,3          | Yuttana Mano          | Nikodemus Holler    |

### 1.ª etapa
| King Rama II Memorial Park - Rajabhakti Park | etapa llana | (130,6 km) |

| \| Clasificación de la etapa \| Clasificación de la etapa \| Clasificación de la etapa \| Clasificación de la etapa \| Clasificación de la etapa \| \| Ciclista \| Ciclista \| Equipo \| Tiempo \| \| \| ------------------------- \| ------------------------- \| --------------------------------- \| ------------------------- \| ------------------------- \| \| 1.º \| Thanawut Sanikwathi \| Thailand Continental Cycling Team \| 2 h 50 min 42 s \| \| \| 2.º \| Sarawut Sirironnachai \| Thailand Continental Cycling Team \| + 0 s \| \| \| 3.º \| Yuttana Mano \| Tailandia \| + 0 s \| \| \| 4.º \| Lucas Carstensen \| Bike Aid \| + 0 s \| \| \| 5.º \| Jesse de Rooij \| Bike Aid \| + 0 s \| \| \| 6.º \| Setthawut Yordsuwan \| En Kku \| + 0 s \| \| \| 7.º \| Valentin Midey \| Roojai.com Cycling Team \| + 0 s \| \| \| 8.º \| Thanachat Yatan \| Tailandia \| + 0 s \| \| \| 9.º \| Ratchanon Yaowarat \| Tailandia \| + 0 s \| \| \| 10.º \| Pichet Peungrang \| Fisherman's Friend Chiang Mai \| + 0 s \| \| |                       |                                   |                 |
| |                       |                                   |                 |
| Fuente: ProCyclingStats |                       |                                   |                 |
| Clasificación de la etapa |                       |                                   |                 |
| Ciclista | Ciclista              | Equipo                            | Tiempo          |
| 1.º | Thanawut Sanikwathi   | Thailand Continental Cycling Team | 2 h 50 min 42 s |
| 2.º | Sarawut Sirironnachai | Thailand Continental Cycling Team | + 0 s           |
| 3.º | Yuttana Mano          | Tailandia                         | + 0 s           |
| 4.º | Lucas Carstensen      | Bike Aid                          | + 0 s           |
| 5.º | Jesse de Rooij        | Bike Aid                          | + 0 s           |
| 6.º | Setthawut Yordsuwan   | En Kku                            | + 0 s           |
| 7.º | Valentin Midey        | Roojai.com Cycling Team           | + 0 s           |
| 8.º | Thanachat Yatan       | Tailandia                         | + 0 s           |
| 9.º | Ratchanon Yaowarat    | Tailandia                         | + 0 s           |
| 10.º | Pichet Peungrang      | Fisherman's Friend Chiang Mai     | + 0 s           |

| \| Clasificación general \| Clasificación general \| Clasificación general \| Clasificación general \| Clasificación general \| \| Ciclista \| Ciclista \| Equipo \| Tiempo \| \| \| --------------------- \| --------------------- \| --------------------------------- \| --------------------- \| --------------------- \| \| 1.º \| Thanawut Sanikwathi \| Thailand Continental Cycling Team \| 2 h 50 min 32 s \| \| \| 2.º \| Sarawut Sirironnachai \| Thailand Continental Cycling Team \| + 3 s \| \| \| 3.º \| Daniel Bichlmann \| Bike Aid \| + 5 s \| \| \| 4.º \| Nawuti Liphongyu \| Thailand Continental Cycling Team \| + 5 s \| \| \| 5.º \| Yuttana Mano \| Tailandia \| + 6 s \| \| \| 6.º \| Ratchanon Yaowarat \| Tailandia \| + 9 s \| \| \| 7.º \| Lucas Carstensen \| Bike Aid \| + 10 s \| \| \| 8.º \| Jesse de Rooij \| Bike Aid \| + 10 s \| \| \| 9.º \| Setthawut Yordsuwan \| En Kku \| + 10 s \| \| \| 10.º \| Valentin Midey \| Roojai.com Cycling Team \| + 10 s \| \| |                       |                                   |                 |
| |                       |                                   |                 |
| Fuente: ProCyclingStats |                       |                                   |                 |
| Clasificación general |                       |                                   |                 |
| Ciclista | Ciclista              | Equipo                            | Tiempo          |
| 1.º | Thanawut Sanikwathi   | Thailand Continental Cycling Team | 2 h 50 min 32 s |
| 2.º | Sarawut Sirironnachai | Thailand Continental Cycling Team | + 3 s           |
| 3.º | Daniel Bichlmann      | Bike Aid                          | + 5 s           |
| 4.º | Nawuti Liphongyu      | Thailand Continental Cycling Team | + 5 s           |
| 5.º | Yuttana Mano          | Tailandia                         | + 6 s           |
| 6.º | Ratchanon Yaowarat    | Tailandia                         | + 9 s           |
| 7.º | Lucas Carstensen      | Bike Aid                          | + 10 s          |
| 8.º | Jesse de Rooij        | Bike Aid                          | + 10 s          |
| 9.º | Setthawut Yordsuwan   | En Kku                            | + 10 s          |
| 10.º | Valentin Midey        | Roojai.com Cycling Team           | + 10 s          |

### 2.ª etapa
| Rajabhakti Park - Prachuap Khiri Khan | etapa llana | (214,25 km) |

| \| Clasificación de la etapa \| Clasificación de la etapa \| Clasificación de la etapa \| Clasificación de la etapa \| Clasificación de la etapa \| \| Ciclista \| Ciclista \| Equipo \| Tiempo \| \| \| ------------------------- \| ------------------------- \| --------------------------------- \| ------------------------- \| ------------------------- \| \| 1.º \| Lucas Carstensen \| Bike Aid \| 2 h 17 min 57 s \| \| \| 2.º \| Thanakhan Chaiyasombat \| Thailand Continental Cycling Team \| + 0 s \| \| \| 3.º \| Nikodemus Holler \| Bike Aid \| + 0 s \| \| \| 4.º \| Adne van Engelen \| Bike Aid \| + 52 s \| \| \| 5.º \| Valentin Midey \| Roojai.com Cycling Team \| + 52 s \| \| \| 6.º \| Jesse de Rooij \| Bike Aid \| + 52 s \| \| \| 7.º \| Charles Kagimu \| Bike Aid \| + 52 s \| \| \| 8.º \| Peerapol Chawchiangkwang \| Thailand Continental Cycling Team \| + 52 s \| \| \| 9.º \| Tawatchai Jeeradechatam \| Woodland Cycling \| + 52 s \| \| \| 10.º \| Sarawut Sirironnachai \| Thailand Continental Cycling Team \| + 52 s \| \| |                          |                                   |                 |
| |                          |                                   |                 |
| Fuente: ProCyclingStats |                          |                                   |                 |
| Clasificación de la etapa |                          |                                   |                 |
| Ciclista | Ciclista                 | Equipo                            | Tiempo          |
| 1.º | Lucas Carstensen         | Bike Aid                          | 2 h 17 min 57 s |
| 2.º | Thanakhan Chaiyasombat   | Thailand Continental Cycling Team | + 0 s           |
| 3.º | Nikodemus Holler         | Bike Aid                          | + 0 s           |
| 4.º | Adne van Engelen         | Bike Aid                          | + 52 s          |
| 5.º | Valentin Midey           | Roojai.com Cycling Team           | + 52 s          |
| 6.º | Jesse de Rooij           | Bike Aid                          | + 52 s          |
| 7.º | Charles Kagimu           | Bike Aid                          | + 52 s          |
| 8.º | Peerapol Chawchiangkwang | Thailand Continental Cycling Team | + 52 s          |
| 9.º | Tawatchai Jeeradechatam  | Woodland Cycling                  | + 52 s          |
| 10.º | Sarawut Sirironnachai    | Thailand Continental Cycling Team | + 52 s          |

| \| Clasificación general \| Clasificación general \| Clasificación general \| Clasificación general \| Clasificación general \| \| Ciclista \| Ciclista \| Equipo \| Tiempo \| \| \| --------------------- \| ------------------------ \| --------------------------------- \| --------------------- \| --------------------- \| \| 1.º \| Lucas Carstensen \| Bike Aid \| 5 h 08 min 28 s \| \| \| 2.º \| Thanakhan Chaiyasombat \| Thailand Continental Cycling Team \| + 4 s \| \| \| 3.º \| Nikodemus Holler \| Bike Aid \| + 6 s \| \| \| 4.º \| Sarawut Sirironnachai \| Thailand Continental Cycling Team \| + 56 s \| \| \| 5.º \| Jesse de Rooij \| Bike Aid \| + 1 min 00 s \| \| \| 6.º \| Peerapol Chawchiangkwang \| Thailand Continental Cycling Team \| + 1 min 01 s \| \| \| 7.º \| Valentin Midey \| Roojai.com Cycling Team \| + 1 min 02 s \| \| \| 8.º \| Adne van Engelen \| Bike Aid \| + 1 min 03 s \| \| \| 9.º \| Tawatchai Jeeradechatam \| Woodland Cycling \| + 1 min 03 s \| \| \| 10.º \| Charles Kagimu \| Bike Aid \| + 1 min 03 s \| \| |                          |                                   |                 |
| |                          |                                   |                 |
| Fuente: ProCyclingStats |                          |                                   |                 |
| Clasificación general |                          |                                   |                 |
| Ciclista | Ciclista                 | Equipo                            | Tiempo          |
| 1.º | Lucas Carstensen         | Bike Aid                          | 5 h 08 min 28 s |
| 2.º | Thanakhan Chaiyasombat   | Thailand Continental Cycling Team | + 4 s           |
| 3.º | Nikodemus Holler         | Bike Aid                          | + 6 s           |
| 4.º | Sarawut Sirironnachai    | Thailand Continental Cycling Team | + 56 s          |
| 5.º | Jesse de Rooij           | Bike Aid                          | + 1 min 00 s    |
| 6.º | Peerapol Chawchiangkwang | Thailand Continental Cycling Team | + 1 min 01 s    |
| 7.º | Valentin Midey           | Roojai.com Cycling Team           | + 1 min 02 s    |
| 8.º | Adne van Engelen         | Bike Aid                          | + 1 min 03 s    |
| 9.º | Tawatchai Jeeradechatam  | Woodland Cycling                  | + 1 min 03 s    |
| 10.º | Charles Kagimu           | Bike Aid                          | + 1 min 03 s    |

### 3.ª etapa
| Prachuap Khiri Khan - Chumphon | etapa llana | (200,8 km) |

| \| Clasificación de la etapa \| Clasificación de la etapa \| Clasificación de la etapa \| Clasificación de la etapa \| Clasificación de la etapa \| \| Ciclista \| Ciclista \| Equipo \| Tiempo \| \| \| ------------------------- \| ---------------------------- \| --------------------------------- \| ------------------------- \| ------------------------- \| \| 1.º \| Sarawut Sirironnachai \| Thailand Continental Cycling Team \| 5 h 00 min 25 s \| \| \| 2.º \| Valentin Midey \| Roojai.com Cycling Team \| + 0 s \| \| \| 3.º \| Nikodemus Holler \| Bike Aid \| + 0 s \| \| \| 4.º \| Peerapol Chawchiangkwang \| Thailand Continental Cycling Team \| + 0 s \| \| \| 5.º \| Adne van Engelen \| Bike Aid \| + 0 s \| \| \| 6.º \| Ariya Phounsavath \| Thailand Continental Cycling Team \| + 3 s \| \| \| 7.º \| Thanawut Sanikwathi \| Thailand Continental Cycling Team \| + 2 min 26 s \| \| \| 8.º \| Thurakit Boonratanathanakorn \| Thailand Continental Cycling Team \| + 2 min 26 s \| \| \| 9.º \| Thak Kaeonoi \| All Star Thailand \| + 2 min 26 s \| \| \| 10.º \| Ratchanon Yaowarat \| Tailandia \| + 2 min 26 s \| \| |                              |                                   |                 |
| |                              |                                   |                 |
| Fuente: ProCyclingStats |                              |                                   |                 |
| Clasificación de la etapa |                              |                                   |                 |
| Ciclista | Ciclista                     | Equipo                            | Tiempo          |
| 1.º | Sarawut Sirironnachai        | Thailand Continental Cycling Team | 5 h 00 min 25 s |
| 2.º | Valentin Midey               | Roojai.com Cycling Team           | + 0 s           |
| 3.º | Nikodemus Holler             | Bike Aid                          | + 0 s           |
| 4.º | Peerapol Chawchiangkwang     | Thailand Continental Cycling Team | + 0 s           |
| 5.º | Adne van Engelen             | Bike Aid                          | + 0 s           |
| 6.º | Ariya Phounsavath            | Thailand Continental Cycling Team | + 3 s           |
| 7.º | Thanawut Sanikwathi          | Thailand Continental Cycling Team | + 2 min 26 s    |
| 8.º | Thurakit Boonratanathanakorn | Thailand Continental Cycling Team | + 2 min 26 s    |
| 9.º | Thak Kaeonoi                 | All Star Thailand                 | + 2 min 26 s    |
| 10.º | Ratchanon Yaowarat           | Tailandia                         | + 2 min 26 s    |

| \| Clasificación general \| Clasificación general \| Clasificación general \| Clasificación general \| Clasificación general \| \| Ciclista \| Ciclista \| Equipo \| Tiempo \| \| \| --------------------- \| ------------------------ \| --------------------------------- \| --------------------- \| --------------------- \| \| 1.º \| Nikodemus Holler \| Bike Aid \| 10 h 08 min 54 s \| \| \| 2.º \| Sarawut Sirironnachai \| Thailand Continental Cycling Team \| + 42 s \| \| \| 3.º \| Valentin Midey \| Roojai.com Cycling Team \| + 53 s \| \| \| 4.º \| Peerapol Chawchiangkwang \| Thailand Continental Cycling Team \| + 56 s \| \| \| 5.º \| Adne van Engelen \| Bike Aid \| + 1 min 01 s \| \| \| 6.º \| Lucas Carstensen \| Bike Aid \| + 2 min 24 s \| \| \| 7.º \| Thanakhan Chaiyasombat \| Thailand Continental Cycling Team \| + 2 min 28 s \| \| \| 8.º \| Jesse de Rooij \| Bike Aid \| + 3 min 24 s \| \| \| 9.º \| Charles Kagimu \| Bike Aid \| + 3 min 27 s \| \| \| 10.º \| Tawatchai Jeeradechatam \| Woodland Cycling \| + 3 min 27 s \| \| |                          |                                   |                  |
| |                          |                                   |                  |
| Fuente: ProCyclingStats |                          |                                   |                  |
| Clasificación general |                          |                                   |                  |
| Ciclista | Ciclista                 | Equipo                            | Tiempo           |
| 1.º | Nikodemus Holler         | Bike Aid                          | 10 h 08 min 54 s |
| 2.º | Sarawut Sirironnachai    | Thailand Continental Cycling Team | + 42 s           |
| 3.º | Valentin Midey           | Roojai.com Cycling Team           | + 53 s           |
| 4.º | Peerapol Chawchiangkwang | Thailand Continental Cycling Team | + 56 s           |
| 5.º | Adne van Engelen         | Bike Aid                          | + 1 min 01 s     |
| 6.º | Lucas Carstensen         | Bike Aid                          | + 2 min 24 s     |
| 7.º | Thanakhan Chaiyasombat   | Thailand Continental Cycling Team | + 2 min 28 s     |
| 8.º | Jesse de Rooij           | Bike Aid                          | + 3 min 24 s     |
| 9.º | Charles Kagimu           | Bike Aid                          | + 3 min 27 s     |
| 10.º | Tawatchai Jeeradechatam  | Woodland Cycling                  | + 3 min 27 s     |

### 4.ª etapa
| Chumphon - Ranong | etapa de media montaña | (137,37 km) |

| \| Clasificación de la etapa \| Clasificación de la etapa \| Clasificación de la etapa \| Clasificación de la etapa \| Clasificación de la etapa \| \| Ciclista \| Ciclista \| Equipo \| Tiempo \| \| \| ------------------------- \| ---------------------------- \| --------------------------------- \| ------------------------- \| ------------------------- \| \| 1.º \| Sarawut Sirironnachai \| Thailand Continental Cycling Team \| 3 h 30 min 39 s \| \| \| 2.º \| Valentin Midey \| Roojai.com Cycling Team \| + 0 s \| \| \| 3.º \| Nikodemus Holler \| Bike Aid \| + 0 s \| \| \| 4.º \| Adne van Engelen \| Bike Aid \| + 0 s \| \| \| 5.º \| Jesse de Rooij \| Bike Aid \| + 57 s \| \| \| 6.º \| Thanakhan Chaiyasombat \| Thailand Continental Cycling Team \| + 57 s \| \| \| 7.º \| Peerapol Chawchiangkwang \| Thailand Continental Cycling Team \| + 57 s \| \| \| 8.º \| Thurakit Boonratanathanakorn \| Thailand Continental Cycling Team \| + 57 s \| \| \| 9.º \| Thak Kaeonoi \| All Star Thailand \| + 57 s \| \| \| 10.º \| Moltree Theerateep \| All Star Thailand \| + 57 s \| \| |                              |                                   |                 |
| |                              |                                   |                 |
| Fuente: ProCyclingStats |                              |                                   |                 |
| Clasificación de la etapa |                              |                                   |                 |
| Ciclista | Ciclista                     | Equipo                            | Tiempo          |
| 1.º | Sarawut Sirironnachai        | Thailand Continental Cycling Team | 3 h 30 min 39 s |
| 2.º | Valentin Midey               | Roojai.com Cycling Team           | + 0 s           |
| 3.º | Nikodemus Holler             | Bike Aid                          | + 0 s           |
| 4.º | Adne van Engelen             | Bike Aid                          | + 0 s           |
| 5.º | Jesse de Rooij               | Bike Aid                          | + 57 s          |
| 6.º | Thanakhan Chaiyasombat       | Thailand Continental Cycling Team | + 57 s          |
| 7.º | Peerapol Chawchiangkwang     | Thailand Continental Cycling Team | + 57 s          |
| 8.º | Thurakit Boonratanathanakorn | Thailand Continental Cycling Team | + 57 s          |
| 9.º | Thak Kaeonoi                 | All Star Thailand                 | + 57 s          |
| 10.º | Moltree Theerateep           | All Star Thailand                 | + 57 s          |

| \| Clasificación general \| Clasificación general \| Clasificación general \| Clasificación general \| Clasificación general \| \| Ciclista \| Ciclista \| Equipo \| Tiempo \| \| \| --------------------- \| ------------------------ \| --------------------------------- \| --------------------- \| --------------------- \| \| 1.º \| Nikodemus Holler \| Bike Aid \| 13 h 39 min 29 s \| \| \| 2.º \| Sarawut Sirironnachai \| Thailand Continental Cycling Team \| + 36 s \| \| \| 3.º \| Valentin Midey \| Roojai.com Cycling Team \| + 51 s \| \| \| 4.º \| Adne van Engelen \| Bike Aid \| + 1 min 05 s \| \| \| 5.º \| Peerapol Chawchiangkwang \| Thailand Continental Cycling Team \| + 1 min 57 s \| \| \| 6.º \| Thanakhan Chaiyasombat \| Thailand Continental Cycling Team \| + 3 min 29 s \| \| \| 7.º \| Jesse de Rooij \| Bike Aid \| + 4 min 25 s \| \| \| 8.º \| Charles Kagimu \| Bike Aid \| + 4 min 28 s \| \| \| 9.º \| Chaloemphon Klahan \| Roojai.com Cycling Team \| + 4 min 43 s \| \| \| 10.º \| Lucas Carstensen \| Bike Aid \| + 4 min 51 s \| \| |                          |                                   |                  |
| |                          |                                   |                  |
| Fuente: ProCyclingStats |                          |                                   |                  |
| Clasificación general |                          |                                   |                  |
| Ciclista | Ciclista                 | Equipo                            | Tiempo           |
| 1.º | Nikodemus Holler         | Bike Aid                          | 13 h 39 min 29 s |
| 2.º | Sarawut Sirironnachai    | Thailand Continental Cycling Team | + 36 s           |
| 3.º | Valentin Midey           | Roojai.com Cycling Team           | + 51 s           |
| 4.º | Adne van Engelen         | Bike Aid                          | + 1 min 05 s     |
| 5.º | Peerapol Chawchiangkwang | Thailand Continental Cycling Team | + 1 min 57 s     |
| 6.º | Thanakhan Chaiyasombat   | Thailand Continental Cycling Team | + 3 min 29 s     |
| 7.º | Jesse de Rooij           | Bike Aid                          | + 4 min 25 s     |
| 8.º | Charles Kagimu           | Bike Aid                          | + 4 min 28 s     |
| 9.º | Chaloemphon Klahan       | Roojai.com Cycling Team           | + 4 min 43 s     |
| 10.º | Lucas Carstensen         | Bike Aid                          | + 4 min 51 s     |

### 5.ª etapa
| Ranong - Surat Thani | etapa de media montaña | (216,6 km) |

| \| Clasificación de la etapa \| Clasificación de la etapa \| Clasificación de la etapa \| Clasificación de la etapa \| Clasificación de la etapa \| \| Ciclista \| Ciclista \| Equipo \| Tiempo \| \| \| ------------------------- \| ------------------------- \| --------------------------------- \| ------------------------- \| ------------------------- \| \| 1.º \| Lucas Carstensen \| Bike Aid \| 5 h 27 min 59 s \| \| \| 2.º \| Thanawut Sanikwathi \| Thailand Continental Cycling Team \| + 0 s \| \| \| 3.º \| Jesse de Rooij \| Bike Aid \| + 0 s \| \| \| 4.º \| Sarawut Sirironnachai \| Thailand Continental Cycling Team \| + 0 s \| \| \| 5.º \| Valentin Midey \| Roojai.com Cycling Team \| + 0 s \| \| \| 6.º \| Nawuti Liphongyu \| Thailand Continental Cycling Team \| + 0 s \| \| \| 7.º \| Thanakhan Chaiyasombat \| Thailand Continental Cycling Team \| + 0 s \| \| \| 8.º \| Witthawat Waree \| Grant Thornton-Bike Zone \| + 0 s \| \| \| 9.º \| Peerapol Chawchiangkwang \| Thailand Continental Cycling Team \| + 0 s \| \| \| 10.º \| Tawatchai Jeeradechatam \| Woodland Cycling \| + 0 s \| \| |                          |                                   |                 |
| |                          |                                   |                 |
| Fuente: ProCyclingStats |                          |                                   |                 |
| Clasificación de la etapa |                          |                                   |                 |
| Ciclista | Ciclista                 | Equipo                            | Tiempo          |
| 1.º | Lucas Carstensen         | Bike Aid                          | 5 h 27 min 59 s |
| 2.º | Thanawut Sanikwathi      | Thailand Continental Cycling Team | + 0 s           |
| 3.º | Jesse de Rooij           | Bike Aid                          | + 0 s           |
| 4.º | Sarawut Sirironnachai    | Thailand Continental Cycling Team | + 0 s           |
| 5.º | Valentin Midey           | Roojai.com Cycling Team           | + 0 s           |
| 6.º | Nawuti Liphongyu         | Thailand Continental Cycling Team | + 0 s           |
| 7.º | Thanakhan Chaiyasombat   | Thailand Continental Cycling Team | + 0 s           |
| 8.º | Witthawat Waree          | Grant Thornton-Bike Zone          | + 0 s           |
| 9.º | Peerapol Chawchiangkwang | Thailand Continental Cycling Team | + 0 s           |
| 10.º | Tawatchai Jeeradechatam  | Woodland Cycling                  | + 0 s           |

| \| Clasificación general \| Clasificación general \| Clasificación general \| Clasificación general \| Clasificación general \| \| Ciclista \| Ciclista \| Equipo \| Tiempo \| \| \| --------------------- \| ------------------------ \| --------------------------------- \| --------------------- \| --------------------- \| \| 1.º \| Nikodemus Holler \| Bike Aid \| 19 h 07 min 30 s \| \| \| 2.º \| Sarawut Sirironnachai \| Thailand Continental Cycling Team \| + 35 s \| \| \| 3.º \| Valentin Midey \| Roojai.com Cycling Team \| + 50 s \| \| \| 4.º \| Adne van Engelen \| Bike Aid \| + 1 min 04 s \| \| \| 5.º \| Peerapol Chawchiangkwang \| Thailand Continental Cycling Team \| + 1 min 56 s \| \| \| 6.º \| Thanakhan Chaiyasombat \| Thailand Continental Cycling Team \| + 3 min 29 s \| \| \| 7.º \| Jesse de Rooij \| Bike Aid \| + 4 min 20 s \| \| \| 8.º \| Charles Kagimu \| Bike Aid \| + 4 min 27 s \| \| \| 9.º \| Lucas Carstensen \| Bike Aid \| + 4 min 41 s \| \| \| 10.º \| Chaloemphon Klahan \| Roojai.com Cycling Team \| + 4 min 42 s \| \| |                          |                                   |                  |
| |                          |                                   |                  |
| Fuente: ProCyclingStats |                          |                                   |                  |
| Clasificación general |                          |                                   |                  |
| Ciclista | Ciclista                 | Equipo                            | Tiempo           |
| 1.º | Nikodemus Holler         | Bike Aid                          | 19 h 07 min 30 s |
| 2.º | Sarawut Sirironnachai    | Thailand Continental Cycling Team | + 35 s           |
| 3.º | Valentin Midey           | Roojai.com Cycling Team           | + 50 s           |
| 4.º | Adne van Engelen         | Bike Aid                          | + 1 min 04 s     |
| 5.º | Peerapol Chawchiangkwang | Thailand Continental Cycling Team | + 1 min 56 s     |
| 6.º | Thanakhan Chaiyasombat   | Thailand Continental Cycling Team | + 3 min 29 s     |
| 7.º | Jesse de Rooij           | Bike Aid                          | + 4 min 20 s     |
| 8.º | Charles Kagimu           | Bike Aid                          | + 4 min 27 s     |
| 9.º | Lucas Carstensen         | Bike Aid                          | + 4 min 41 s     |
| 10.º | Chaloemphon Klahan       | Roojai.com Cycling Team           | + 4 min 42 s     |

### 6.ª etapa
| Surat Thani - Ratchaprapha dam | etapa escarpada | (142,3 km) |

| \| Clasificación de la etapa \| Clasificación de la etapa \| Clasificación de la etapa \| Clasificación de la etapa \| Clasificación de la etapa \| \| Ciclista \| Ciclista \| Equipo \| Tiempo \| \| \| ------------------------- \| ------------------------- \| --------------------------------- \| ------------------------- \| ------------------------- \| \| 1.º \| Yuttana Mano \| Tailandia \| 3 h 26 min 27 s \| \| \| 2.º \| Nattapol Jumchat \| All Star Thailand \| + 1 min 35 s \| \| \| 3.º \| Noppachai Klahan \| Tailandia \| + 1 min 35 s \| \| \| 4.º \| Tanaphon Seanumnuyphon \| Roojai.com Cycling Team \| + 1 min 35 s \| \| \| 5.º \| Pichet Peungrang \| Fisherman's Friend Chiang Mai \| + 1 min 35 s \| \| \| 6.º \| Lucas Carstensen \| Bike Aid \| + 3 min 38 s \| \| \| 7.º \| Valentin Midey \| Roojai.com Cycling Team \| + 3 min 38 s \| \| \| 8.º \| Nawuti Liphongyu \| Thailand Continental Cycling Team \| + 3 min 38 s \| \| \| 9.º \| Keerati Sukprasart \| Lenso Cycling Team \| + 3 min 38 s \| \| \| 10.º \| Sarawut Sirironnachai \| Thailand Continental Cycling Team \| + 3 min 38 s \| \| |                        |                                   |                 |
| |                        |                                   |                 |
| Fuente: ProCyclingStats |                        |                                   |                 |
| Clasificación de la etapa |                        |                                   |                 |
| Ciclista | Ciclista               | Equipo                            | Tiempo          |
| 1.º | Yuttana Mano           | Tailandia                         | 3 h 26 min 27 s |
| 2.º | Nattapol Jumchat       | All Star Thailand                 | + 1 min 35 s    |
| 3.º | Noppachai Klahan       | Tailandia                         | + 1 min 35 s    |
| 4.º | Tanaphon Seanumnuyphon | Roojai.com Cycling Team           | + 1 min 35 s    |
| 5.º | Pichet Peungrang       | Fisherman's Friend Chiang Mai     | + 1 min 35 s    |
| 6.º | Lucas Carstensen       | Bike Aid                          | + 3 min 38 s    |
| 7.º | Valentin Midey         | Roojai.com Cycling Team           | + 3 min 38 s    |
| 8.º | Nawuti Liphongyu       | Thailand Continental Cycling Team | + 3 min 38 s    |
| 9.º | Keerati Sukprasart     | Lenso Cycling Team                | + 3 min 38 s    |
| 10.º | Sarawut Sirironnachai  | Thailand Continental Cycling Team | + 3 min 38 s    |

## Clasificaciones finales
Las clasificaciones finalizaron de la siguiente forma:

### Clasificación general
| \| Clasificación general \| Clasificación general \| Clasificación general \| Clasificación general \| Clasificación general \| \| Ciclista \| Ciclista \| Equipo \| Tiempo \| \| \| --------------------- \| ---------------------------- \| --------------------------------- \| --------------------- \| --------------------- \| \| 1.º \| Nikodemus Holler \| Bike Aid \| 22 h 37 min 35 s \| \| \| 2.º \| Sarawut Sirironnachai \| Thailand Continental Cycling Team \| + 35 s \| \| \| 3.º \| Valentin Midey \| Roojai.com Cycling Team \| + 50 s \| \| \| 4.º \| Adne van Engelen \| Bike Aid \| + 1 min 04 s \| \| \| 5.º \| Peerapol Chawchiangkwang \| Thailand Continental Cycling Team \| + 1 min 56 s \| \| \| 6.º \| Thanakhan Chaiyasombat \| Thailand Continental Cycling Team \| + 3 min 29 s \| \| \| 7.º \| Jesse de Rooij \| Bike Aid \| + 4 min 20 s \| \| \| 8.º \| Lucas Carstensen \| Bike Aid \| + 4 min 41 s \| \| \| 9.º \| Thurakit Boonratanathanakorn \| Thailand Continental Cycling Team \| + 5 min 08 s \| \| \| 10.º \| Chaloemphon Klahan \| Roojai.com Cycling Team \| + 5 min 08 s \| \| |                              |                                   |                  |
| |                              |                                   |                  |
| Fuente: ProCyclingStats |                              |                                   |                  |
| Clasificación general |                              |                                   |                  |
| Ciclista | Ciclista                     | Equipo                            | Tiempo           |
| 1.º | Nikodemus Holler             | Bike Aid                          | 22 h 37 min 35 s |
| 2.º | Sarawut Sirironnachai        | Thailand Continental Cycling Team | + 35 s           |
| 3.º | Valentin Midey               | Roojai.com Cycling Team           | + 50 s           |
| 4.º | Adne van Engelen             | Bike Aid                          | + 1 min 04 s     |
| 5.º | Peerapol Chawchiangkwang     | Thailand Continental Cycling Team | + 1 min 56 s     |
| 6.º | Thanakhan Chaiyasombat       | Thailand Continental Cycling Team | + 3 min 29 s     |
| 7.º | Jesse de Rooij               | Bike Aid                          | + 4 min 20 s     |
| 8.º | Lucas Carstensen             | Bike Aid                          | + 4 min 41 s     |
| 9.º | Thurakit Boonratanathanakorn | Thailand Continental Cycling Team | + 5 min 08 s     |
| 10.º | Chaloemphon Klahan           | Roojai.com Cycling Team           | + 5 min 08 s     |

### Clasificación por puntos
| Clasificación por puntos | Clasificación por puntos | Clasificación por puntos          | Clasificación por puntos | Clasificación por puntos |
| Ciclista                 | Ciclista                 | Equipo                            | Puntos                   |                          |
| ------------------------ | ------------------------ | --------------------------------- | ------------------------ | ------------------------ |
| 1.º                      | Sarawut Sirironnachai    | Thailand Continental Cycling Team | 85 pts                   |                          |
| 2.º                      | Valentin Midey           | Roojai.com Cycling Team           | 74 pts                   |                          |
| 3.º                      | Lucas Carstensen         | Bike Aid                          | 56 pts                   |                          |
| 4.º                      | Jesse de Rooij           | Bike Aid                          | 50 pts                   |                          |
| 5.º                      | Thanakhan Chaiyasombat   | Thailand Continental Cycling Team | 41 pts                   |                          |
| 6.º                      | Nikodemus Holler         | Bike Aid                          | 46 pts                   |                          |
| 7.º                      | Peerapol Chawchiangkwang | Thailand Continental Cycling Team | 44 pts                   |                          |
| 8.º                      | Adne van Engelen         | Bike Aid                          | 43 pts                   |                          |
| 9.º                      | Thanawut Sanikwathi      | Thailand Continental Cycling Team | 42 pts                   |                          |
| 10.º                     | Yuttana Mano             | Tailandia                         | 31 pts                   |                          |

### Clasificación de la montaña
| Clasificación de la montaña | Clasificación de la montaña | Clasificación de la montaña       | Clasificación de la montaña | Clasificación de la montaña |
| Ciclista                    | Ciclista                    | Equipo                            | Puntos                      |                             |
| --------------------------- | --------------------------- | --------------------------------- | --------------------------- | --------------------------- |
| 1.º                         | Sarawut Sirironnachai       | Thailand Continental Cycling Team | 15 pts                      |                             |
| 2.º                         | Adne van Engelen            | Bike Aid                          | 9 pts                       |                             |
| 3.º                         | Thanakhan Chaiyasombat      | Thailand Continental Cycling Team | 9 pts                       |                             |
| 4.º                         | Valentin Midey              | Roojai.com Cycling Team           | 7 pts                       |                             |
| 5.º                         | Suriya Kitjaroenwat         | Grant Thornton-Bike Zone          | 7 pts                       |                             |
| 6.º                         | Yuttana Mano                | Tailandia                         | 5 pts                       |                             |
| 7.º                         | Thanachat Yatan             | Tailandia                         | 5 pts                       |                             |
| 8.º                         | Ariya Phounsavath           | Thailand Continental Cycling Team | 4 pts                       |                             |
| 9.º                         | Noppachai Klahan            | Tailandia                         | 4 pts                       |                             |

### Clasificación de los jóvenes
| Clasificación del mejor joven | Clasificación del mejor joven | Clasificación del mejor joven     | Clasificación del mejor joven | Clasificación del mejor joven |
| Ciclista                      | Ciclista                      | Equipo                            | Tiempo                        |                               |
| ----------------------------- | ----------------------------- | --------------------------------- | ----------------------------- | ----------------------------- |
| 1.º                           | Thanakhan Chaiyasombat        | Thailand Continental Cycling Team | 22 h 41 min 04 s              |                               |
| 2.º                           | Jesse de Rooij                | Bike Aid                          | + 51 s                        |                               |
| 3.º                           | Charles Kagimu                | Bike Aid                          | + 3 min 12 s                  |                               |
| 4.º                           | Noppachai Klahan              | Tailandia                         | + 5 min 09 s                  |                               |
| 5.º                           | Witthawat Waree               | Grant Thornton-Bike Zone          | + 5 min 51 s                  |                               |
| 6.º                           | Moltree Theerateep            | All Star Thailand                 | + 5 min 51 s                  |                               |
| 7.º                           | Ratchanon Yaowarat            | Tailandia                         | + 8 min 37 s                  |                               |
| 8.º                           | Suranat Kongsuk               | Tailandia                         | + 8 min 53 s                  |                               |
| 9.º                           | Thak Kaeonoi                  | All Star Thailand                 | + 16 min 20 s                 |                               |
| 10.º                          | Nati Samansanti               | Grant Thornton-Bike Zone          | + 44 min 51 s                 |                               |

### Clasificación por equipos
| Clasificación por equipos | Clasificación por equipos         | Clasificación por equipos | Clasificación por equipos |
| Equipo                    | Equipo                            | Tiempo                    |                           |
| ------------------------- | --------------------------------- | ------------------------- | ------------------------- |
| 1.º                       | Bike Aid                          | 67 h 57 min 31 s          |                           |
| 2.º                       | Thailand Continental Cycling Team | + 1 min 50 s              |                           |
| 3.º                       | Roojai.com Cycling Team           | + 18 min 20 s             |                           |
| 4.º                       | Tailandia                         | + 27 min 09 s             |                           |
| 5.º                       | All Star Thailand                 | + 27 min 45 s             |                           |
| 6.º                       | Lenso Cycling Team                | + 44 min 07 s             |                           |
| 7.º                       | Fisherman's Friend Chiang Mai     | + 58 min 14 s             |                           |
| 8.º                       | The Master Test Team              | + 1 h 01 min 09 s         |                           |
| 9.º                       | En Kku                            | + 1 h 02 min 31 s         |                           |
| 10.º                      | Grant Thornton-Bike Zone          | + 1 h 06 min 08 s         |                           |

## Evolución de las clasificaciones
| Etapa                   | Vencedor                | Clasificación general | Clasificación por puntos | Clasificación de la montaña | Clasificación del mejor asiático | Clasificación por equipos |
| ----------------------- | ----------------------- | --------------------- | ------------------------ | --------------------------- | -------------------------------- | ------------------------- |
| 1.ª                     | Thanawut Sanikwathi     | Thanawut Sanikwathi   | Thanawut Sanikwathi      | no se entregó               | Thanawut Sanikwathi              | Thailand Continental      |
| 2.ª                     | Lucas Carstensen        | Lucas Carstensen      | Lucas Carstensen         | no se entregó               | Thanakhan Chaiyasombat           | Bike Aid                  |
| 3.ª                     | Sarawut Sirironnachai   | Nikodemus Holler      | Sarawut Sirironnachai    | no se entregó               | Sarawut Sirironnachai            | Bike Aid                  |
| 4.ª                     | Sarawut Sirironnachai   | Nikodemus Holler      | Sarawut Sirironnachai    | Sarawut Sirironnachai       | Sarawut Sirironnachai            | Bike Aid                  |
| 5.ª                     | Lucas Carstensen        | Nikodemus Holler      | Sarawut Sirironnachai    | Sarawut Sirironnachai       | Sarawut Sirironnachai            | Bike Aid                  |
| 6.ª                     | Yuttana Mano            | Nikodemus Holler      | Sarawut Sirironnachai    | Sarawut Sirironnachai       | Sarawut Sirironnachai            | Bike Aid                  |
| Clasificaciones finales | Clasificaciones finales | Nikodemus Holler      | Sarawut Sirironnachai    | Sarawut Sirironnachai       | Sarawut Sirironnachai            | Bike Aid                  |

## UCI World Ranking
El Tour de Tailandia otorgó puntos para el UCI World Ranking para corredores de los equipos en las categorías UCI WorldTeam, UCI ProTeam y Continental. Las siguientes tablas muestran el baremo de puntuación y los 10 corredores que obtuvieron más puntos:
| Posición              | 1.º | 2.º | 3.º | 4.º | 5.º | 6.º | 7.º | 8.º | 9.º | 10.º | 11.º | 12.º | 13.º-15.º | 16.º-25.º |
| Clasificación general | 125 | 85  | 70  | 60  | 50  | 40  | 35  | 30  | 25  | 20   | 15   | 10   | 5         | 3         |
| Por etapa             | 14  | 5   | 3   |     |     |     |     |     |     |      |      |      |           |           |
| Líder                 | 3   |     |     |     |     |     |     |     |     |      |      |      |           |           |

| Clasificación |                             |                      |         |       |       |       |
| Posición      | Ciclista                    | Equipo               | General | Etapa | Líder | Total |
| ------------- | --------------------------- | -------------------- | ------- | ----- | ----- | ----- |
| 1.º           | Nikodemus Holler            | Bike Aid             | 125     | 9     | 9     | 143   |
| 2.º           | Sarawut Sirironnachai       | Thailand Continental | 85      | 33    | -     | 118   |
| 3.º           | Valentin Midey              | Roojai.com           | 70      | 10    | -     | 80    |
| 4.º           | Lucas Carstensen            | Bike Aid             | 30      | 28    | 3     | 61    |
| 5.º           | Adne van Engelen            | Bike Aid             | 60      | -     | -     | 60    |
| 6.º           | Peerapol Chawchiangkwang    | Thailand Continental | 50      | -     | -     | 50    |
| 7.º           | Thanakan Chaiyasombat       | Thailand Continental | 40      | 5     | -     | 45    |
| 8.º           | Jesse de Rooij              | Bike Aid             | 35      | 3     | -     | 38    |
| 9.º           | Turakit Boonratanathanakorn | Thailand Continental | 25      | -     | -     | 25    |
| 10.º          | Thanawut Sanikwathi         | Thailand Continental | -       | 19    | 3     | 22    |